# Pluteus insidiosus
Pluteus insidiosus är en svampart som beskrevs av Vellinga & Schreurs 1985. Pluteus insidiosus ingår i släktet Pluteus och familjen Pluteaceae.  Artens status i Sverige är: Ej påträffad. Inga underarter finns listade i Catalogue of Life.